# Michael O'Halloran
Michael O'Halloran (Glasgow, Escocia, 6 de enero de 1991) es un futbolista británico que juega de delantero en el Greenock Morton F. C. del Campeonato de Escocia.

## Clubes
| Club                            | País       | Año       |
| ------------------------------- | ---------- | --------- |
| Bolton Wanderers F. C.          | Inglaterra | 2009-2014 |
| Sheffield United F. C. (cedido) | Inglaterra | 2012      |
| Carlisle United F. C. (cedido)  | Inglaterra | 2012      |
| Tranmere Rovers F. C. (cedido)  | Inglaterra | 2012-2013 |
| St. Johnstone F. C.             | Escocia    | 2014-2016 |
| Rangers F. C.                   | Escocia    | 2016-2018 |
| St. Johnstone F. C. (cedido)    | Escocia    | 2017      |
| Melbourne City F. C.            | Australia  | 2018-2019 |
| St. Johnstone F. C.             | Escocia    | 2019-2023 |
| Cove Rangers F. C. (cedido)     | Escocia    | 2023      |
| Dunfermline Athletic F. C.      | Escocia    | 2023-2025 |
| Greenock Morton F. C.           | Escocia    | 2025-     |

## Palmarés

### Títulos nacionales
| Título                     | Club                | País    | Año  |
| -------------------------- | ------------------- | ------- | ---- |
| Copa de Escocia            | St. Johnstone F. C. | Escocia | 2014 |
| Scottish Challenge Cup     | Rangers F. C.       | Escocia | 2016 |
| Copa de la Liga de Escocia | St. Johnstone F. C. | Escocia | 2021 |
| Copa de Escocia            | St. Johnstone F. C. | Escocia | 2021 |